# Tomás Maria de Almeida Manuel de Vilhena
Tomás Maria de Almeida Manuel de Vilhena (Lisboa, 16 de Junho de 1864 - Lisboa, 12 de Janeiro de 1932), que usou o título de 8.º Conde de Vila Flor de juro e herdade, foi um jornalista, escritor e político português.

## Biografia
D. Tomás Maria de Almeida Manuel de Vilhena era filho de D. Martinho Lourenço de Almeida (Campo Maior, Nossa Senhora da Expectação, 10 de Dezembro de 1818 - Lisboa, São Vicente de Fora, 8 de Maio de 1898), bisneto por varonia do 1.º Marquês de Lavradio de juro e herdade e 3.º Conde de Avintes de juro e herdade, e de sua mulher (Lisboa, São Jorge de Arroios, 31 de Agosto de 1863) D. Maria Benedita da Conceição Correia de Sá Manuel de Vilhena (Oeiras, Carnaxide, 10 de Agosto de 1826 - Lisboa, São Jorge de Arroios, 3 de Junho de 1896), neta paterna do 1.º Conde de Alpedrinha e neta materna do 5.º Visconde com Grandeza de Asseca.
Formado pelo Curso Superior de Letras, dedicou-se ao Jornalismo, à História e ao Teatro, tendo publicado diversas obras sobre temas diversos. Colaborou, com texto da sua autoria, na obra In memoriam: Júlio de Castilho publicada em 1920. Participou no 3.º número do Orpheu.

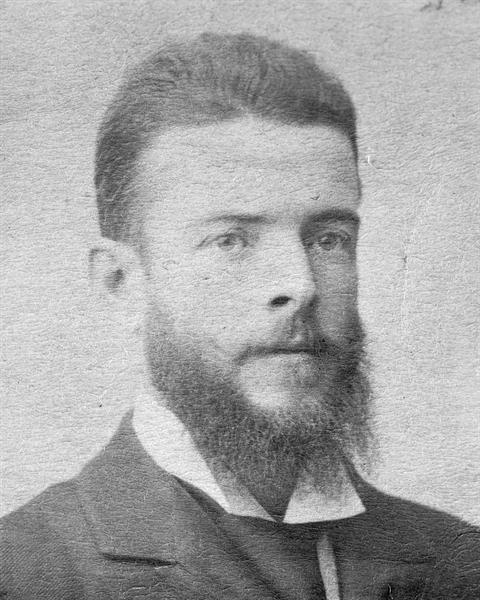
D. Tomás de Almeida Manuel de Vilhena, enquanto deputado

Casou a 24 de Maio de 1897 com Maria Josefina de Azeredo Teixeira de Aguilar (Porto, Sé, 6 de Novembro de 1864 - ?), filha do 2.º Visconde de Samodães e 2.º Conde de Samodães, da qual teve um único filho, D. Francisco Maria Martinho de Almeida Manoel de Vilhena, que usou o título de 9.º Conde de Vila Flor de juro e herdade.
Monárquico e Católico, foi Deputado por Viana do Castelo pelo Partido Regenerador (1901-1907) e Governador Civil do Distrito de Braga em 1906 e do Funchal. Com a República Portuguesa, veio a ser Senador em 1922 e 1925. Foi Chefe do Governo no exílio do Rei D Manuel II.
Foi o 1º presidente do Instituto Português de Heráldica, era vogal do Conselho superior da Política Monárquica, e foi fundador da Associação da Mocidade Católica.
Tinha a grã cruz da Ordem de Nossa Senhora de Vila Viçosa, era cavaleiro da Ordem de Malta e grande oficial da ordem espanhola D. Afonso XII.